# 20Ten
| Оценки критиков       | Оценки критиков |
| Источник              | Оценка          |
| --------------------- | --------------- |
| Allmusic              | [ 1 ]           |
| Daily Mirror          | благоприятно    |
| MusicOMH              | [ 3 ]           |
| NME                   | (4/10)          |
| Rolling Stone Germany | благоприятно    |

20Ten — тридцать пятый студийный альбом американского певца Принса, выпущенный 10 июля 2010 года на лейбле NPG Records. Диск получил разнонаправленные отзывы музыкальной критики и интернет-изданий. Несмотря на то, что тираж 20Ten превысил 2 млн копий, он в коммерческом плане не был успешным, так как распространялся бесплатно и в чарты не попал (в том числе не указан в Billboard 200). Диск распространялся в качестве бесплатного вложения в журналы The Daily Mirror и Daily Record в Великобритании и Ирландии, а также в журналах Het Nieuwsblad и De Gentenaar в Бельгии. 22 июля 2010 года диск также распространялся вместе с журналом Rolling Stone в Германии и с журналом Courrier International во Франции.

## Об альбоме
Альбом был полностью написан, аранжирован и спродюсирован самим Принсом. 20Ten получил разнонаправленные отзывы музыкальных критиков и интернет-изданий
.
Йоахим Хентчел из немецкого издания журнала Rolling Stone назвал альбом Принса лучшим его творением за десятилетие со времён диска Love Symbol Album (1992).
Более 2,5 млн копий альбома распространил Trinity Mirror, издатель газет Daily Mirror и Daily Record. Через интернет или через магазины диск не распространялся, а цена журнала Mirror составляла 65 пенсов. Хотя нелегально альбом распространялся через пиратские интернет-сайты. Издатели сообщали, что продажи самого журнала Daily Mirror возросли на 334,000 копий, а продажи журнала The Daily Record возросли на 45,000 копий в день выхода их вместе с вложенным диском альбома Принса.

## Список композиций
Слова и музыка всех песен — Принс.
| №   | Название                 | Длительность |
| --- | ------------------------ | ------------ |
| 1.  | «Compassion»             | 3:57         |
| 2.  | «Beginning Endlessly»    | 5:27         |
| 3.  | «Future Soul Song»       | 5:08         |
| 4.  | «Sticky Like Glue»       | 4:46         |
| 5.  | «Act of God»             | 3:13         |
| 6.  | «Lavaux»                 | 3:03         |
| 7.  | «Walk in Sand»           | 3:29         |
| 8.  | «Sea of Everything»      | 3:49         |
| 9.  | «Everybody Loves Me»     | 4:08         |
| 77. | «Laydown» (скрытый трек) | 3:07         |

Треки с 10 по 76 содержат по 5-6 секунд тишины.